# Max Newman
Maxwell Herman Alexander Newman, geboren als Max Neumann (* 7. Februar 1897 in London; † 22. Februar 1984 in Comberton nahe Cambridge) war ein britischer Mathematiker und Kryptoanalytiker. Während des Zweiten Weltkriegs trug er in Bletchley Park wesentlich zur Entzifferung des verschlüsselten geheimen deutschen Nachrichtenverkehrs bei. Er arbeitete als Mathematiker auf den Gebieten der Topologie und der Logik.

## Leben
Max Neumann wurde als Sohn seines deutschen Vaters Hermann Alexander Neumann im Londoner Stadtteil Chelsea geboren. Die Familie seines Vaters stammte aus der damals deutschen Stadt Bromberg, die heute in Polen liegt. Hermann Neumann war mit seiner Familie im Alter von 15 Jahren von Deutschland nach England ausgewandert und arbeitete dort später als Sekretär in einer Firma. Im Jahr 1896 heiratete Hermann Neumann die englische Grundschullehrerin Sarah Ann Pike, die aus einer britischen Bauernfamilie stammte. Ein Jahr später brachte sie Max zur Welt.
Die Familie Neumann zog im Jahr 1903 in den Londoner Stadtteil Dulwich und der kleine Max besuchte zunächst die Schule in der Goodrich Road und ab 1908 die direkt in der City of London an der Themse gelegene City of London School. Im Jahr 1915 erhielt Max Neumann ein Stipendium für Mathematik am St John’s College in Cambridge.
Durch den Ersten Weltkrieg litt sein Studium, bei dem er Bestnoten im ersten Teil der Tripos-Prüfungen erzielte, und vor allem auch seine Familie. Schon zu Kriegsbeginn, im Jahre 1914, war sein Vater als „feindlicher Ausländer“ in ein Internierungslager gesperrt worden. Nach seiner Freilassung verließ er das Land und kehrte nach Deutschland zurück. Max und seine Mutter blieben in England und anglisierten im Jahre 1916 ihren Familiennamen in Newman.
Im Februar 1918 sollte Max zum britischen Wehrdienst einberufen werden, aber, mit Hinweis auf sein Gewissen und seine deutschen Wurzeln, verweigerte er dies und es gelang ihm, die Teilnahme an Kampfhandlungen zu vermeiden. Im Oktober 1919 nahm er sein durch den Weltkrieg unterbrochenes Studium in Cambridge wieder auf und schloss es im Jahr 1921 ab. Am 5. November 1923 erhielt er den Status eines Fellow des St John’s College. 1922/23 war er bei Kurt Reidemeister in Wien, wo er sich mit Topologie zu befassen begann. 1928/29 und 1937/38 war er bei dem Topologen James Waddell Alexander an der Princeton University.
Ab 1927 hielt Newman als Lecturer Vorlesungen in Mathematik in Cambridge. Einer seiner Studenten in einer Vorlesung über mathematische Logik war im Jahr 1935 Alan Turing, der, durch Newman inspiriert, nur ein Jahr später mit seiner Arbeit On computable numbers die theoretischen Grundlagen für die modernen Computer legte  (siehe auch: Turingmaschine). Newman verschaffte damals Turing auch ein Stipendium in Princeton bei Alonzo Church. Im Dezember 1934 heiratete Newman die englische Schriftstellerin Lyn Lloyd Irvine. Sie bekamen zwei Söhne, Edward (* 1935) und William (* 1939).
Am 3. September 1939, zwei Tage nach dem deutschen Überfall auf Polen, erklärte Großbritannien dem Deutschen Reich den Krieg. Da Newman, und damit auch seine Kinder, jüdischer Abstammung waren und diese wegen der drohenden Invasion Englands und aufgrund der nationalsozialistischen Rassenideologie in großer Gefahr schwebten, wurden seine Kinder zusammen mit ihrer Mutter vorsichtshalber in die Vereinigten Staaten evakuiert. Max Newman selbst blieb in Cambridge und setzte zunächst seine üblichen Lehr- und Forschungsaufgaben fort. Im Frühjahr 1942 jedoch bewarb er sich darum, kriegswichtige Aufgaben übernehmen zu dürfen. Er fürchtete, aufgrund seiner deutschen Abstammung nicht für geheime Regierungsprojekte in Frage zu kommen. Seinen Befürchtungen zum Trotz, fiel seine Bewerbung auf fruchtbaren Boden, und ab dem 31. August 1942 arbeitete er als Kryptoanalytiker im etwa 70 km nordwestlich von London gelegenen Bletchley Park an der Entzifferung des verschlüsselten geheimen deutschen Nachrichtenverkehrs.

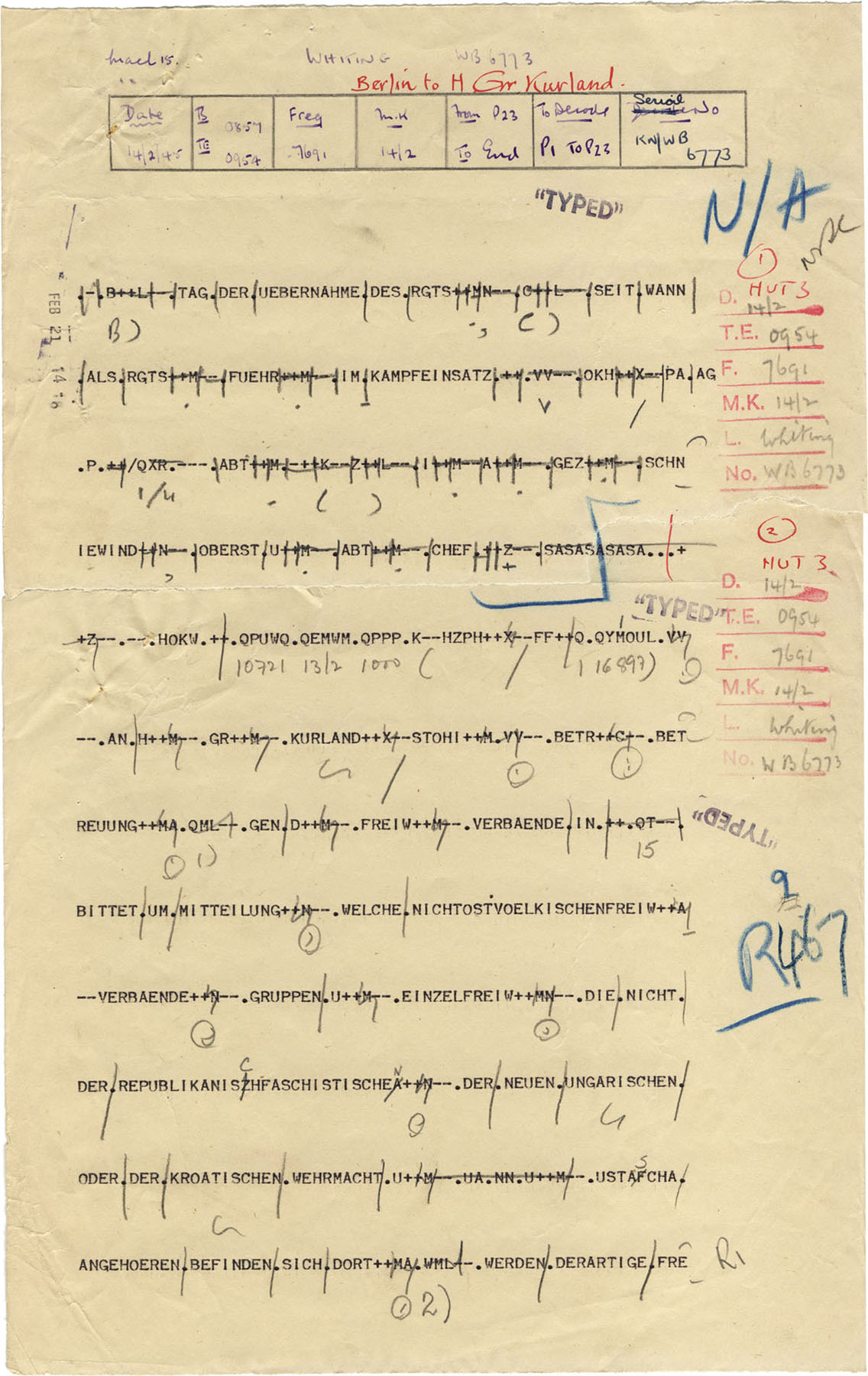
Ein von Berlin an die Heeresgruppe Kurland am 14. Februar 1945 mithilfe der Lorenz-Schlüsselmaschine verschlüsselt gesendetes Funkfernschreiben, das in B.P. als Tunny-Nachricht entziffert wurde.

Er wurde dort einer Forschungsabteilung zugeteilt, die sich unter der Leitung von Major Ralph Tester speziell mit der Entzifferung der deutschen Fernschreibverbindungen befasste, die mit dem Lorenz-Schlüsselzusatz SZ42 verschlüsselt waren. Diesem Verfahren gaben die britischen Codeknacker den Decknamen Tunny (deutsch: „Thunfisch“). Die Abteilung war, wie in Bletchley Park üblich, nach ihrem Leiter benannt und wurde als Testery bezeichnet. Newman zeigte sich nach kurzer Zeit mit den dort praktizierten mühsamen manuellen Methoden zur Entzifferung wenig zufrieden und sah dort sein Talent vergeudet. Er konnte seine Vorgesetzten schon im Dezember 1942 davon überzeugen, dass der deutsche Schlüsselzusatz effizienter mit geeigneten maschinellen Verfahren entziffert werden konnte, deren Entwicklung und Bau er vorschlug.
Die Konstruktion startete bereits im Januar 1943 und der erste Prototyp der neuen Entzifferungsmaschine stand im Juni desselben Jahres zur Verfügung. Er wurde in Newmans eigener neuer Abteilung aufgestellt, die nach seinem Namen als Newmanry bezeichnet wurde und zunächst in Hut 11 (deutsch: Baracke 11) untergebracht war. Zu seinem Team gehörte sein Kollege Donald Michie, zwei Ingenieure und 16 weibliche Hilfskräfte (Wrens). Die Wrens gaben der Maschine den Spitznamen „Heath Robinson“ nach dem englischen Cartoon-Zeichner und Illustrator William Heath Robinson (1872–1944), der unter anderem auch besonders trickreiche und absurde mechanische Maschinen zeichnete.
Durch einen weiteren Mitarbeiter, Tommy Flowers, wurden später auch die Colossus-Maschinen unter der Leitung von Max Newman in der Newmanry entwickelt, die ebenfalls sehr erfolgreich gegen den deutschen Schlüsselzusatz eingesetzt wurden.
Nach dem Zweiten Weltkrieg, im Jahr 1945, erhielt Newman den Fielden-Lehrstuhl für Reine Mathematik an der Universität Manchester (als Nachfolger von Louis Mordell), den er bis 1964 innehatte. Er war dort auch Vorstand der Fakultät für Mathematik. Er setzte seine Arbeiten zur kombinatorischen Topologie aus den 1920er und 1930er Jahren fort und leistete noch 1966 wichtige Beiträge zum Beweis der verallgemeinerten Poincaré-Vermutung in höheren Dimensionen. Er arbeitete als Topologe auch mit John Henry Constantine Whitehead zusammen, mit dem er auch befreundet war. In Manchester startete Newman gleich nach dem Krieg ein Projekt zum Bau eines elektronischen Computers in dem von ihm 1946 gegründeten Royal Society Computer Machine Laboratory, wozu er auch den mit ihm befreundeten Alan Turing nach Manchester holte. 1948 entstand dort der erste elektronische Computer mit Programm-Speicher (Manchester Baby), noch vor dem EDSAC (1949) von Maurice Wilkes in Cambridge.
Im Ruhestand zog er sich nach Comberton zurück, einer kleinen Ortschaft nahe Cambridge mit etwa 2000 Einwohnern in der englischen Grafschaft Cambridgeshire. Auch nach seiner Emeritierung gab er Kurse an der neu gegründeten University of Warwick, wo E. C. Zeeman eine sehr aktive Mathematikergruppe auf dem Gebiet von Topologie und dynamischen Systemen aufgebaut hatte. Er war auch ein starker Schachspieler und spielte in seiner Freizeit Klavier. Nach dem Tod seiner Frau Lyn im Jahr 1973 heiratete er Margaret Penrose, die Witwe von Lionel Penrose und Professorin für Physiologie.
Max Newman lebte in Comberton bis zu seinem Tod im Alter von 87 Jahren.

## Ehrungen
1939 wurde Newman als Mitglied (Fellow) in die Royal Society aufgenommen, die ihm 1958 die Sylvester-Medaille verlieh für seine Beiträge zur kombinatorischen Topologie, Booleschen Algebra und mathematischen Logik. 1962 hielt er einen Plenarvortrag auf dem Internationalen Mathematikerkongress in Stockholm (Geometrical Topology). 1949 bis 1951 war er Präsident der London Mathematical Society, deren de Morgan Medaille er 1962 erhielt. 1968 wurde er Ehrendoktor (D. Sc.) der University of Hull.
Nach dem Ende des Zweiten Weltkriegs wurde Newman für seine Arbeiten in Bletchley Park mit dem OBE ausgezeichnet, verweigerte aber die Annahme, da er die Auszeichnung von Alan Turing (ebenfalls „nur“ ein OBE) für dessen Beitrag zur Enigma-Entzifferung für lächerlich unterbewertet hielt.

## Schriften
- Elements of the topology of plane sets of points. Cambridge University Press, 1939. Neuausgabe: Greenwood Press, 1985.